# کازوکی ساوادا
کازوکی ساوادا (انگلیسی: Kazuki Sawada؛ زادهٔ ۵ ژوئن ۱۹۸۲) بازیکن فوتبال اهل ژاپن است.
از باشگاه‌هایی که در آن بازی کرده‌است می‌توان به باشگاه فوتبال ناگویا گرامپوس اشاره کرد.